# Laphystia
Laphystia är ett släkte av tvåvingar. Laphystia ingår i familjen rovflugor.

## Dottertaxa tillLaphystia, i alfabetisk ordning[1]
- Laphystia actius
- Laphystia aegyptiaca
- Laphystia albicans
- Laphystia albiceps
- Laphystia alpheia
- Laphystia anatolica
- Laphystia annulata
- Laphystia bromleyi
- Laphystia brookmani
- Laphystia canadensis
- Laphystia carnea
- Laphystia cazieri
- Laphystia columbina
- Laphystia confusa
- Laphystia dimidiata
- Laphystia duncani
- Laphystia erberi
- Laphystia fasciata
- Laphystia flavipes
- Laphystia francoisi
- Laphystia gigantella
- Laphystia hispanica
- Laphystia howlandi
- Laphystia jamesi
- Laphystia kazaka
- Laphystia kuehlhorni
- Laphystia laguna
- Laphystia lanhami
- Laphystia latiuscula
- Laphystia lehri
- Laphystia limatula
- Laphystia litoralis
- Laphystia martini
- Laphystia notata
- Laphystia ochreifrons
- Laphystia opaca
- Laphystia pilamensis
- Laphystia robusta
- Laphystia rubra
- Laphystia rufiventris
- Laphystia rufofasciata
- Laphystia sabulicola
- Laphystia schnusei
- Laphystia selenis
- Laphystia setosa
- Laphystia sillersi
- Laphystia snowi
- Laphystia sonora
- Laphystia stigmaticallis
- Laphystia texensis
- Laphystia tolandi
- Laphystia torpida
- Laphystia utahensis
- Laphystia varipes